# 雅羅斯拉夫·洪卡
雅羅斯拉夫·伊利科維奇·洪卡（羅馬化：Yaroslav Ilkovych Hunka；1925年—），乌克兰裔加拿大人，在第二次世界大戰期间於1943年自願加入纳粹德国党卫军第14武装掷弹兵师服役。二戰結束後，其定居英国，之后移民到加拿大，现已退休居住在安大略省北灣。
2023年9月22日，洪卡受下院议长安东尼·罗塔的邀请参观加拿大下議院，获得罗塔“乌克兰英雄和加拿大英雄”的公开赞扬并接受全體議員两次起立致敬，鼓掌人群中包括加拿大總理賈斯汀·杜魯多和到访的烏克蘭總統弗拉基米爾·澤連斯基。但随后不久社交媒体和犹太人团体就查出了洪卡的纳粹主义背景。事件引发舆论哗然并不断发酵，據加拿大保守黨領袖博勵治稱，事件成为加拿大历史上最尴尬的外交事故。议长罗塔因此事引发的公关危机在五天后辞职，加拿大政府官員遂向全球猶太社區道歉。

## 生平
洪卡于1925年出生於波蘭第二共和國烏爾曼（現屬西乌克兰捷尔诺波尔州）。1941年，纳粹德国发动巴巴罗萨行动入侵苏联并在半年内攻占东欧大片领土，但1943年初苏联红军开始战略反攻，德军兵力吃紧便开始在乌克兰总督辖区选拔志愿兵。当时18岁的洪卡自願加入黨衛軍第14武装掷弹兵师，在服役期間被拍攝在慕尼黑和諾伊哈默爾（現希溫托紹夫）進行訓練。1944年，洪卡随军被部署到東部戰線與蘇軍作戰。據CTV新聞台報導指，他們沒能證實洪卡在該部隊扮演什麼角色。
在第二次世界大戰歐洲戰場結束後，已改编成“乌克兰国民第1师”（隶属纳粹傀儡政府“乌克兰国家委员会”麾下）的第14师向西方集团投降，被扣押在当时由波兰第2军管控的意大利里米尼。因为波兰第2军的指挥官瓦迪斯瓦夫·安德斯是乌克兰国家委员会领袖帕维洛·尚德鲁克（Pavlo Shandruk）的战前旧识，加上梵蒂冈教皇庇护十二世为维护乌克兰天主教徒而出面干预改变了英国政府的态度，使得第14师的官兵没有被引渡给苏联受审，并获得赦令批准移民英国和加拿大。洪卡因此得以定居英國並加入英國烏克蘭人協會。1951年，洪卡與英国人瑪格麗特·安·埃哲頓（1931年—2018年）結婚，三年後兩夫婦移民加拿大定居在多倫多，撫養了兩個兒子馬丁和彼得，並活躍於烏克蘭裔加拿大人社區。洪卡從技術學院畢業後於飛機工業工作，最終成為了加拿大德哈維蘭的檢查員。
洪卡在加拿大仍然活躍於黨衛軍退伍軍人圈子，並在互聯網上維護一個博客。2010年代初，他將退伍黨衛軍第14師軍人與猶太人進行類比，認為這兩個群體都散居在世界各地，一樣是從他們的祖國和流亡數年後才得以回歸。截至2022年，洪卡居住在安大略省北灣，並前往大薩德伯里抗議俄羅斯入侵烏克蘭。CTV新聞台採訪洪卡時，他形容烏克蘭局勢：「破壞令人難以置信，但重建它需要很多年的時間……但烏克蘭人會贏，上帝保佑烏克蘭，我為此祈禱。」

## 到訪加拿大下議院
2023年9月，时任加拿大國會下議院議長安東尼·羅塔邀請洪卡訪問加拿大下議院，並陪同到访加拿大的烏克蘭總統弗拉基米尔·泽连斯基。2023年9月22日，澤倫斯基和加拿大總理杜魯多在下議院舉行的儀式上表彰洪卡，期间羅塔將洪卡描述為：「一名參加過第二次世界大戰的烏克蘭裔加拿大老兵，曾為烏克蘭獨立而與俄羅斯人作戰，他即使已經98歲高齡仍繼續支持軍隊。」羅塔高调稱讚洪卡，稱：「他是烏克蘭英雄、加拿大英雄，我們感謝他所有服務。」在羅塔的讚揚之後，下議院全體議員先后两次起立向洪卡鼓掌，而杜魯多、澤連斯基和他的妻子歐倫娜·澤倫斯卡也加入了鼓掌。

### 后续事件
輿論對表彰洪卡的儀式大多是反應負面，並且事件成為國際頭條新聞。西蒙·維森塔爾中心之友譴責親衛隊第14師「對無辜平民進行大規模屠殺，其殘忍和惡意程度令人難以想像」，其聲明中提到了1944年胡塔皮耶尼亞卡大屠殺中屠殺波蘭平民等事件 。在9月24日發布的聲明中，羅塔承認對邀請洪卡參加儀式負有責任，並表示「我特別要向加拿大和世界各地的猶太社區致以最深切的道歉。我對自己的行為負上全部責任。」 杜魯多的發言人安-克拉拉·瓦揚古稱羅塔的道歉「是正確的做法」，並強調羅塔邀請洪卡參加儀式負有責任。此后部分反对党议员、加拿大外交部部长赵美兰和波兰副外长阿尔卡迪乌什·穆拉尔奇克均要求罗塔辞职。加拿大總理杜魯多事後稱這一事件「顯然是不可接受的，這讓加拿大議會以及所有加拿大人都感到非常尷尬」。
2023年9月25日，波兰驻加拿大大使杰尔斯基表示，9月22日受到加拿大议会邀请和表彰的乌克兰裔纳粹老兵应该被起诉，此外，加拿大政府应就此事向波兰人道歉。俄羅斯克里姆林宮稱這一事件「令人憤慨」，而加拿大媒体也认为此事会被俄方利用为俄乌战争中“去纳粹化”的宣称找合法性。
2023年9月26日，波兰教育与科学部长普热梅斯瓦夫·查尔内克通过社交媒体表示，他已要求将98岁的雅罗斯拉夫·洪卡引渡到波兰。同日，邀请洪卡前往加拿大下议院的下议院议长罗塔宣布辞职。
2023年9月27日，加拿大总理贾斯汀·特鲁多对众议院邀请前纳粹士兵洪卡一事作出道歉。
乌克兰总统弗拉基米尔·泽连斯基未对此事件发表任何评论。他本人是犹太裔，祖父谢苗·泽连斯基在二战期间是两次获得红星勋章的苏联红军战斗英雄，而且有数名亲属（包括他祖父的父亲和三个兄弟）死于纳粹大屠杀。而他在2021年曾反對在基輔舉行紀念黨衛軍的遊行，並曾正式譴責烏克蘭公民向親衛隊第14軍致敬。 

### 來源
- . 2009-08-14  [2023-09-25]. （原始内容存档于2009-08-14） （英语）.
- . jewishvirtuallibrary.org.   [2023-09-25]. （原始内容存档于2023-09-24） （英语）.